# Dennis Muren
Dennis Muren (Glendale, 1 de novembro de 1946) é um especialista em efeitos visuais estadunidense. Venceu o Oscar de melhores efeitos visuais em oito ocasiões: por Star Wars: The Empire Strikes Back, E.T. the Extra-Terrestrial, Star Wars: Return of the Jedi, Indiana Jones and the Temple of Doom, Innerspace, The Abyss, Terminator 2: Judgment Day e Jurassic Park.